# Дэйв Пинкни Трофи
«Дэйв Пинкни Трофи» (англ. Dave Pinkney Trophy) — приз, ежегодно вручаемый вратарю(ям) команды с наилучшим коэффициентом надёжности за сезон в Хоккейной лиге Онтарио.

## Победители
- 2022-23 Макс Доносо и Коллин МакКензи, Оттава Сиксти Севенс
- 2021-22 Марко Костантини и Маттео Дробак, Гамильтон Булдогс
- 2020-21 Сезон был отменён из-за пандемии коронавируса
- 2019-20 Седрик Андри и Уилл Крэнли, Оттава Сиксти Севенс
- 2018-19 Седрик Андри и Майкл Дипьетро, Оттава Сиксти Севенс
- 2017-18 Мэттью Вильялта и Тайлер Джонсон, Су-Сент-Мари Грейхаундз
- 2016-17 Майкл Макнайвен и Эмануэль Велла, Оуэн-Саунд Аттак
- 2015-16 Тайлер Парсонс и Брендан Бурк, Лондон Найтс
- 2014-15 Кен Эпплби и Джереми Бродо, Ошава Дженералз
- 2013-14 Оскар Данск и Девин Уильямс, Эри Оттерз
- 2012-13 Джордан Биннингтон и Брэндон Хоуп, Оуэн-Саунд Аттак
- 2011-12 Марк Висентин и Кристофер Фестарини, Ниагара АйсДогс
- 2010-11 Джей-Пи Андерсон и Микаэль Одетт, Миссиссога Сент-Майклс Мэйджорс
- 2009-10 Крис Карроцци и Джей-Пи Андерсон, Миссиссога Сент-Майклс Мэйджорс
- 2008-09 Майк Мёрфи, Бельвиль Буллз
- 2007-08 Кайл Гаевски, Су-Сент-Мари Грейхаундз
- 2006-07 Михал Нойвирт и Джереми Смит, Плимут Уэйлерз
- 2005-06 Дэн Тёрпл и Марк Пэквуд, Китченер Рейнджерс
- 2004-05 Джеральд Коулмэн и Адам Денни, Лондон Найтс
- 2003-04 Райан МакДональд и Джеральд Коулмэн, Лондон Найтс
- 2002-03 Пол Дрю и Джефф Уэбер, Плимут Уэйлерз
- 2001-02 Джейсон Бакашихуа и Пол Дрю, Плимут Уэйлерз
- 2000-01 Роб Зепп и Пол Дрю, Плимут Уэйлерз
- 1999-00 Роб Зепп и Билл Руджеро, Плимут Уэйлерз
- 1998-99 Роберт Холсингер и Роб Зепп, Плимут Уэйлерз
- 1997-98 Крэйг Хиллер и Симус Котык, Оттава Сиксти Севенс
- 1996-97 Тим Кейес и Крэйг Хиллер, Оттава Сиксти Севенс
- 1995-96 Дэн Клутье и Бретт Томпсон, Гелф Шторм
- 1994-95 Марк МакАртур и Энди Адамс, Гелф Шторм
- 1993-94 Сэнди Аллан и Скотт Роше, Норт-Бей Центенниалз
- 1992-93 Чэд Лэнг и Райан Дуглас, Питерборо Питс
- 1991-92 Кевин Ходсон, Су-Сент-Мари Грейхаундз
- 1990-91 Марк Ленардуцци и Кевин Ходсон, Су-Сент-Мари Грейхаундз
- 1989-90 Джефф Уилсон и Шон Готье, Кингстон Фронтенакс
- 1988-89 Джон Таннер и Тодд Бойчун, Питерборо Питс
- 1987-88 Тодд Бойчун и Йохн Таннер, Питерборо Питс
- 1986-87 Джефф Хакетт и Шон Эвой, Ошава Дженералз
- 1985-86 Кэй Уитмор и Рон Тагнатт, Питерборо Питс
- 1984-85 Скотт Моузи и Марти Абрамс, Су-Сент-Мари Грейхаундз
- 1983-84 Даррен Пэнг и Грег Корам, Оттава Сиксти Севенс
- 1982-83 Питер Сидоркевич и Джефф Хогг, Ошава Дженералз
- 1981-82 Джон Ванбисбрук и Марк Д’Амур, Су-Сент-Мари Грейхаундз
- 1980-81 Джим Ральф, Оттава Сиксти Севенс
- 1979-80 Рик ЛаФеррьер и Терри Райт, Питерборо Питс
- 1978-79 Ник Риччи и Глен Эрнст, Ниагара-Фолс Флайерз
- 1977-78 Эл Дженсен, Гамильтон Финкапс
- 1976-77 Пэт Риггин, Лондон Найтс
- 1975-76 Джим Бедард, Садбери Вулвз
- 1974-75 Грег Миллен, Питерборо Питс
- 1974 Дон Эдвардс, Китченер Рейнджерс
- 1973 Майк Палматир, Торонто Мальборос
- 1972 Мишель Ларок, Оттава Сиксти Севенс
- 1971 Джон Гарретт, Питерборо Питс
- 1970 Джон Гарретт, Питерборо Питс
- 1969 Уэйн Вуд и Тед Такер, Монреаль Джуниор Канадиенс
- 1968 Джим Рутерфорд и Джерри Грэй, Гамильтон Ред Уингз
- 1967 Питер МакДаффи, Сент-Катаринс Блэк Хоукс
- 1966 Тед Уимет, Монреаль Джуниор Канадиенс
- 1965 Берни Парент, Ниагара-Фолс Флайерз
- 1964 Берни Парент, Ниагара-Фолс Флайерз
- 1963 Чак Годдард, Питерборо Питс
- 1962 Джордж Холмс, Монреаль Джуниор Канадиенс
- 1961 Бад Блом, Гамильтон Ред Уингз
- 1960 Джерри Чиверс, Сент-Майклз Мэйджорс
- 1959 Жак Карон, Питерборо Питс
- 1958 Лен Бродерик, Торонто Мальборос
- 1957 Лен Бродерик, Торонто Мальборос
- 1956 Джим Крокетт, Торонто Мальборос
- 1955 Джон Олбани, Торонто Мальборос
- 1954 Деннис Риггин, Гамильтон Тайгер Кабз
- 1953 Джон Хендерсон, Торонто Мальборос
- 1952 Дон Хэд, Торонто Мальборос
- 1951 Дон Локхарт, Торонто Мальборос и Лорн Хауес, Барри Флайерз
- 1950 Дон Локхарт, Торонто Мальборос
- 1949 Гиль Майер, Барри Флайерз